# Holthusen
Holthusen est une municipalité allemande du land de Mecklembourg-Poméranie-Occidentale et l'arrondissement de Ludwigslust-Parchim.

## Personnalités liées à la ville
- Christel Deichmann (1941-), député du Bundestag née à Holthusen.